# Bahnstrecke Castelnaudary–Rodez
| Bahnhof Cransac, April 2015 |                      | | |
| |                      | | |
| Streckennummer (SNCF): | 736 000              | | |
| Kursbuchstrecke (SNCF): | 153, 152, 150, 149   | | |
| Streckenlänge: | 184,3 km             | | |
| Spurweite: | 1435 mm (Normalspur) | | |
| Maximale Neigung: | 20 ‰                 | | |
| |                      | | |
| \| \| \| Bahnstrecke Bordeaux–Sète von Toulouse-Matabiau \| \| \| \| 311,2 \| Castelnaudary \| 165 m \| \| \| \| Bahnstrecke Bordeaux–Sète nach Carcassonne \| \| \| \| 311,9 \| Canal du Midi (100 m) \| Canal du Midi (100 m) \| \| \| 321,6 \| Soupex \| 169 m \| \| \| ~324,7 \| Département Aude/Haute-Garonne \| Département Aude/Haute-Garonne \| \| \| 327,6 \| Rigole de la plaine (35 m) \| Rigole de la plaine (35 m) \| \| \| 330,6 \| Saint-Félix \| 205 m \| \| \| ~330,9 \| D 622 (ehem. N 622) \| D 622 (ehem. N 622) \| \| \| ~333,7 \| Gleisanschluss Sica Rouquet \| Gleisanschluss Sica Rouquet \| \| \| 337,1 \| Revel-Sorèze \| 211 m \| \| \| ~337,6 \| SO n. Toulouse ü. Caraman \| SO n. Toulouse ü. Caraman \| \| \| 337,7 \| Streckenende \| Streckenende \| \| \| ~339,3 \| Département Haute-Garonne/Tarn \| Département Haute-Garonne/Tarn \| \| \| ~347,7 \| D 622 (ehem. N 622) \| D 622 (ehem. N 622) \| \| \| 348,5 \| Lempaut \| 179 m \| \| \| 353,5 \| Soual \| 171 m \| \| \| ~354,1 \| D 621 (ehem. N 621) \| D 621 (ehem. N 621) \| \| \| ~354,3 \| VFDM (THG) von Toulouse ü. Maurens-Scop \| VFDM (THG) von Toulouse ü. Maurens-Scop \| \| \| ~355,7 \| N 126 \| N 126 \| \| \| 356,2 \| Streckenende \| Streckenende \| \| \| \| \| \| \| \| 358,7 297,1 \| Bahnstrecke Montauban-Ville-Bourbon–La Crémade von Montauban \| Bahnstrecke Montauban-Ville-Bourbon–La Crémade von Montauban \| \| \| \| \| \| \| \| 358,8 297,2 \| La Crémade \| 165 m \| \| \| 361,3 \| Agout (82 m) \| Agout (82 m) \| \| \| \| Bahnstrecke Castres–Bédarieux von Mazamet \| \| \| \| ~365,1 \| N 112 \| N 112 \| \| \| 366,1 \| Castres \| 171 m \| \| \| \| \| \| \| \| \| Bahnstrecke Castres–Murat nach Murat (CFDT ex-VFDM) \| \| \| \| \| \| \| \| \| 366,6 \| Streckenende \| Streckenende \| \| \| 375,6 \| Mandoul \| Mandoul \| \| \| 380,4 \| Lautrec \| 207 m \| \| \| 386,5 \| Francoumas \| 232 m \| \| \| 392,7 \| Dadou (50 m) \| Dadou (50 m) \| \| \| \| \| \| \| \| \| D 631 (ehem. N 631) u. Laboutarié–St-Sulpice (0,6 m) von Réalmont (TLR) und nach Saint-Sulpice (TVT) \| \| \| \| \| \| \| \| \| 393,2 \| Laboutarié \| 199 m \| \| \| 395,7 \| Lombers \| 197 m \| \| \| 399,8 \| Mousquette \| 219 m \| \| \| 404,2 \| Labastide-Dénat \| Labastide-Dénat \| \| \| 408,3 \| Streckenende \| Streckenende \| \| \| 410,8 \| Ranteil \| Ranteil \| \| \| ~411,3 \| N 88 \| N 88 \| \| \| 411,9 \| Bahnstrecke Albi–Saint-Juéry \| Bahnstrecke Albi–Saint-Juéry \| \| \| ~412,3 \| D 988 (ehem. N 88) \| D 988 (ehem. N 88) \| \| \| 412,8 \| Bahnstrecke Tessonnières–Albi v. Toulouse-Matabiau \| Bahnstrecke Tessonnières–Albi v. Toulouse-Matabiau \| \| \| \| \| \| \| \| \| Chemins de Fer Départementaux du Tarn (CFDT) nach Alban über Saint-Juéry \| \| \| \| \| \| \| \| \| 413,1 \| Albi-Ville \| 173 m \| \| \| \| CFDT nach Valence-d’Albigeois \| \| \| \| 414,1 \| Tarn (Viaduc ferroviaire d’Albi, 244 m) \| Tarn (Viaduc ferroviaire d’Albi, 244 m) \| \| \| 415,2 \| Albi-Madeleine \| 161 m \| \| \| ~415,3 \| D 600 (ehem. N 606) \| D 600 (ehem. N 606) \| \| \| ~416,8 \| Gleisanschluss \| Gleisanschluss \| \| \| 417,3 \| Gleisanschluss Kraftwerk \| Gleisanschluss Kraftwerk \| \| \| 417,9 \| La Drèche \| 168 m \| \| \| 420,3 \| Tunnel de la Côte-Rouge (202 m) \| Tunnel de la Côte-Rouge (202 m) \| \| \| 425,2 \| Tunnel du Chêne (414 m) \| Tunnel du Chêne (414 m) \| \| \| 426,0 \| Le Garric \| 270 m \| \| \| \| Gleisanschluss Kohlemine \| \| \| \| 429,8 \| Carmaux \| 241 m \| \| \| \| Bahnstrecke Carmaux–Vindrac nach Vindrac \| \| \| \| 431,0 \| Cérou (46 m) \| Cérou (46 m) \| \| \| 432,8 \| Viaduc du Lédas (90 m) \| Viaduc du Lédas (90 m) \| \| \| ~433,7 \| D 988 (ehem. N 88) \| D 988 (ehem. N 88) \| \| \| 438,0 \| Les Farguettes \| 357 m \| \| \| ~439,8 \| N 88 \| N 88 \| \| \| 443,4 \| Moularès \| 422 m \| \| \| 447,3 \| Tanus \| 441 m \| \| \| \| \| \| \| \| 451,4 \| Tanus (Viaduc du Viaur, 460 m) Département Tarn/Aveyron \| Tanus (Viaduc du Viaur, 460 m) Département Tarn/Aveyron \| \| \| \| \| \| \| \| 451,4 \| Le Viaur \| 410 m \| \| \| 451,8 \| Tunnel de Malphètes (313 m) \| Tunnel de Malphètes (313 m) \| \| \| 454,4 \| Saint-Martial \| 453 m \| \| \| ~458,9 \| Gleisanlieger Issart \| Gleisanlieger Issart \| \| \| 459,0 \| Naucelle \| 500 m \| \| \| 465,7 \| Rancilla \| 605 m \| \| \| 473,4 \| Baraqueville-Carcenac-Peyralès \| 753 m \| \| \| 478,9 \| Le Lac \| 755 m \| \| \| ~481,5 \| Gleisanlieger \| Gleisanlieger \| \| \| 484,9 \| Luc-Primaube \| 685 m \| \| \| 490,5 \| Viaduc de la Mouline (58 m) \| Viaduc de la Mouline (58 m) \| \| \| 490,9 \| Tunnel de la Mouline (125 m) \| Tunnel de la Mouline (125 m) \| \| \| 491,9 \| Aveyron (Viaduc de la Gascarie, 294 m) \| Aveyron (Viaduc de la Gascarie, 294 m) \| \| \| 492,2 \| Paraire \| 553 m \| \| \| ~493,7 \| N 88 \| N 88 \| \| \| 495,0 \| Bahnstrecke Capdenac–Rodez von Capdenac \| Bahnstrecke Capdenac–Rodez von Capdenac \| \| \| 495,1 \| N 88 (Viaduc de l’Auterne, 197 m) \| N 88 (Viaduc de l’Auterne, 197 m) \| \| \| 495,5 624,3 \| Rodez \| 539 m \| \| \| \| Bahnstrecke Sévérac-le-Château–Rodez n. Sévérac \| \| |                      | | |
| |                      | Bahnstrecke Bordeaux–Sète von Toulouse-Matabiau                                                      | |
| Bahnhof | 311,2                | Castelnaudary                                                                                        | 165 m                                                                                                |
| Abzweig geradeaus und nach rechts |                      | Bahnstrecke Bordeaux–Sète nach Carcassonne                                                           | Bahnstrecke Bordeaux–Sète nach Carcassonne                                                           |
| | 311,9                | Canal du Midi (100 m)                                                                                | Canal du Midi (100 m)                                                                                |
| ehemaliger Bahnhof | 321,6                | Soupex                                                                                               | 169 m                                                                                                |
| Grenze | ~324,7               | Département Aude/Haute-Garonne                                                                       | Département Aude/Haute-Garonne                                                                       |
| | 327,6                | Rigole de la plaine (35 m)                                                                           | Rigole de la plaine (35 m)                                                                           |
| ehemaliger Bahnhof | 330,6                | Saint-Félix                                                                                          | 205 m                                                                                                |
| Bahnübergang | ~330,9               | D 622 (ehem. N 622)                                                                                  | D 622 (ehem. N 622)                                                                                  |
| Abzweig geradeaus und von rechts | ~333,7               | Gleisanschluss Sica Rouquet                                                                          | Gleisanschluss Sica Rouquet                                                                          |
| U-Bahn-Kopfbahnhof Streckenanfang · Bahnhof | 337,1                | Revel-Sorèze                                                                                         | 211 m                                                                                                |
| Kreuzung geradeaus unten · U-Bahn-Strecke quer | ~337,6               | SO n. Toulouse ü. Caraman                                                                            | SO n. Toulouse ü. Caraman                                                                            |
| | 337,7                | Streckenende                                                                                         | Streckenende                                                                                         |
| Grenze (Strecke außer Betrieb) | ~339,3               | Département Haute-Garonne/Tarn                                                                       | Département Haute-Garonne/Tarn                                                                       |
| Bahnübergang (Strecke außer Betrieb) | ~347,7               | D 622 (ehem. N 622)                                                                                  | D 622 (ehem. N 622)                                                                                  |
| Bahnhof (Strecke außer Betrieb) | 348,5                | Lempaut                                                                                              | 179 m                                                                                                |
| Bahnhof (Strecke außer Betrieb) | 353,5                | Soual                                                                                                | 171 m                                                                                                |
| Strecke mit Straßenbrücke (Strecke außer Betrieb) | ~354,1               | D 621 (ehem. N 621)                                                                                  | D 621 (ehem. N 621)                                                                                  |
| Kreuzung mit U-Bahn geradeaus unten (Strecken außer Betrieb) | ~354,3               | VFDM (THG) von Toulouse ü. Maurens-Scop                                                              | VFDM (THG) von Toulouse ü. Maurens-Scop                                                              |
| Bahnübergang (Strecke außer Betrieb) | ~355,7               | N 126                                                                                                | N 126                                                                                                |
| | 356,2                | Streckenende                                                                                         | Streckenende                                                                                         |
| |                      | | |
| Abzweig geradeaus und von links | 358,7 297,1          | Bahnstrecke Montauban-Ville-Bourbon–La Crémade von Montauban                                         | Bahnstrecke Montauban-Ville-Bourbon–La Crémade von Montauban                                         |
| |                      | | |
| ehemaliger Haltepunkt / Haltestelle | 358,8 297,2          | La Crémade                                                                                           | 165 m                                                                                                |
| Brücke über Wasserlauf | 361,3                | Agout (82 m)                                                                                         | Agout (82 m)                                                                                         |
| Strecke quer · U-Bahn-Kreuzung geradeaus unten · Abzweig geradeaus und von rechts |                      | Bahnstrecke Castres–Bédarieux von Mazamet                                                            | Bahnstrecke Castres–Bédarieux von Mazamet                                                            |
| Strecke mit Straßenbrücke | ~365,1               | N 112                                                                                                | N 112                                                                                                |
| U-Bahn-Bahnhof · Bahnhof | 366,1                | Castres                                                                                              | 171 m                                                                                                |
| |                      | | |
| U-Bahn-Strecke nach rechts (außer Betrieb) · Strecke |                      | Bahnstrecke Castres–Murat nach Murat (CFDT ex-VFDM)                                                  | Bahnstrecke Castres–Murat nach Murat (CFDT ex-VFDM)                                                  |
| |                      | | |
| | 366,6                | Streckenende                                                                                         | Streckenende                                                                                         |
| Haltepunkt / Haltestelle (Strecke außer Betrieb) | 375,6                | Mandoul                                                                                              | Mandoul                                                                                              |
| Bahnhof (Strecke außer Betrieb) | 380,4                | Lautrec                                                                                              | 207 m                                                                                                |
| Haltepunkt / Haltestelle (Strecke außer Betrieb) | 386,5                | Francoumas                                                                                           | 232 m                                                                                                |
| Brücke über Wasserlauf (Strecke außer Betrieb) | 392,7                | Dadou (50 m)                                                                                         | Dadou (50 m)                                                                                         |
| |                      | | |
| U-Bahn-Abzweig von links und von rechts (Strecke außer Betrieb) · Kreuzung geradeaus oben |                      | D 631 (ehem. N 631) u. Laboutarié–St-Sulpice (0,6 m) von Réalmont (TLR) und nach Saint-Sulpice (TVT) | D 631 (ehem. N 631) u. Laboutarié–St-Sulpice (0,6 m) von Réalmont (TLR) und nach Saint-Sulpice (TVT) |
| |                      | | |
| U-Bahn-Kopfbahnhof Streckenende · Bahnhof (Strecke außer Betrieb) | 393,2                | Laboutarié                                                                                           | 199 m                                                                                                |
| Haltepunkt / Haltestelle (Strecke außer Betrieb) | 395,7                | Lombers                                                                                              | 197 m                                                                                                |
| Bahnhof (Strecke außer Betrieb) | 399,8                | Mousquette                                                                                           | 219 m                                                                                                |
| Haltepunkt / Haltestelle (Strecke außer Betrieb) | 404,2                | Labastide-Dénat                                                                                      | Labastide-Dénat                                                                                      |
| | 408,3                | Streckenende                                                                                         | Streckenende                                                                                         |
| ehemaliger Haltepunkt / Haltestelle | 410,8                | Ranteil                                                                                              | Ranteil                                                                                              |
| Strecke mit Straßenbrücke | ~411,3               | N 88                                                                                                 | N 88                                                                                                 |
| Abzweig geradeaus und von rechts | 411,9                | Bahnstrecke Albi–Saint-Juéry                                                                         | Bahnstrecke Albi–Saint-Juéry                                                                         |
| Strecke mit Straßenbrücke | ~412,3               | D 988 (ehem. N 88)                                                                                   | D 988 (ehem. N 88)                                                                                   |
| Abzweig geradeaus und von links | 412,8                | Bahnstrecke Tessonnières–Albi v. Toulouse-Matabiau                                                   | Bahnstrecke Tessonnières–Albi v. Toulouse-Matabiau                                                   |
| |                      | | |
| U-Bahn-Strecke von rechts (außer Betrieb) · Strecke |                      | Chemins de Fer Départementaux du Tarn (CFDT) nach Alban über Saint-Juéry                             | Chemins de Fer Départementaux du Tarn (CFDT) nach Alban über Saint-Juéry                             |
| |                      | | |
| U-Bahn-Bahnhof · Bahnhof | 413,1                | Albi-Ville                                                                                           | 173 m                                                                                                |
| U-Bahn-Strecke nach rechts (außer Betrieb) · Strecke |                      | CFDT nach Valence-d’Albigeois                                                                        | CFDT nach Valence-d’Albigeois                                                                        |
| Brücke über Wasserlauf | 414,1                | Tarn (Viaduc ferroviaire d’Albi, 244 m)                                                              | Tarn (Viaduc ferroviaire d’Albi, 244 m)                                                              |
| Bahnhof | 415,2                | Albi-Madeleine                                                                                       | 161 m                                                                                                |
| Strecke mit Straßenbrücke | ~415,3               | D 600 (ehem. N 606)                                                                                  | D 600 (ehem. N 606)                                                                                  |
| Abzweig geradeaus und ehemals nach links | ~416,8               | Gleisanschluss                                                                                       | Gleisanschluss                                                                                       |
| Abzweig geradeaus und von links | 417,3                | Gleisanschluss Kraftwerk                                                                             | Gleisanschluss Kraftwerk                                                                             |
| ehemaliger Haltepunkt / Haltestelle | 417,9                | La Drèche                                                                                            | 168 m                                                                                                |
| Tunnel | 420,3                | Tunnel de la Côte-Rouge (202 m)                                                                      | Tunnel de la Côte-Rouge (202 m)                                                                      |
| Tunnel | 425,2                | Tunnel du Chêne (414 m)                                                                              | Tunnel du Chêne (414 m)                                                                              |
| ehemaliger Bahnhof | 426,0                | Le Garric                                                                                            | 270 m                                                                                                |
| Abzweig geradeaus und ehemals nach links |                      | Gleisanschluss Kohlemine                                                                             | Gleisanschluss Kohlemine                                                                             |
| Bahnhof | 429,8                | Carmaux                                                                                              | 241 m                                                                                                |
| Abzweig geradeaus und ehemals nach links |                      | Bahnstrecke Carmaux–Vindrac nach Vindrac                                                             | Bahnstrecke Carmaux–Vindrac nach Vindrac                                                             |
| Brücke über Wasserlauf | 431,0                | Cérou (46 m)                                                                                         | Cérou (46 m)                                                                                         |
| Brücke | 432,8                | Viaduc du Lédas (90 m)                                                                               | Viaduc du Lédas (90 m)                                                                               |
| Strecke mit Straßenbrücke | ~433,7               | D 988 (ehem. N 88)                                                                                   | D 988 (ehem. N 88)                                                                                   |
| ehemaliger Bahnhof | 438,0                | Les Farguettes                                                                                       | 357 m                                                                                                |
| Strecke mit Straßenbrücke | ~439,8               | N 88                                                                                                 | N 88                                                                                                 |
| ehemaliger Haltepunkt / Haltestelle | 443,4                | Moularès                                                                                             | 422 m                                                                                                |
| Bahnhof | 447,3                | Tanus                                                                                                | 441 m                                                                                                |
| |                      | | |
| Brücke über Wasserlauf | 451,4                | Tanus (Viaduc du Viaur, 460 m) Département Tarn/Aveyron                                              | Tanus (Viaduc du Viaur, 460 m) Département Tarn/Aveyron                                              |
| |                      | | |
| ehemaliger Haltepunkt / Haltestelle | 451,4                | Le Viaur                                                                                             | 410 m                                                                                                |
| Tunnel | 451,8                | Tunnel de Malphètes (313 m)                                                                          | Tunnel de Malphètes (313 m)                                                                          |
| ehemaliger Haltepunkt / Haltestelle | 454,4                | Saint-Martial                                                                                        | 453 m                                                                                                |
| Abzweig geradeaus und ehemals nach links | ~458,9               | Gleisanlieger Issart                                                                                 | Gleisanlieger Issart                                                                                 |
| Bahnhof | 459,0                | Naucelle                                                                                             | 500 m                                                                                                |
| ehemaliger Haltepunkt / Haltestelle | 465,7                | Rancilla                                                                                             | 605 m                                                                                                |
| Bahnhof | 473,4                | Baraqueville-Carcenac-Peyralès                                                                       | 753 m                                                                                                |
| ehemaliger Haltepunkt / Haltestelle | 478,9                | Le Lac                                                                                               | 755 m                                                                                                |
| Abzweig geradeaus und von links | ~481,5               | Gleisanlieger                                                                                        | Gleisanlieger                                                                                        |
| Bahnhof | 484,9                | Luc-Primaube                                                                                         | 685 m                                                                                                |
| Brücke | 490,5                | Viaduc de la Mouline (58 m)                                                                          | Viaduc de la Mouline (58 m)                                                                          |
| Tunnel | 490,9                | Tunnel de la Mouline (125 m)                                                                         | Tunnel de la Mouline (125 m)                                                                         |
| Brücke über Wasserlauf | 491,9                | Aveyron (Viaduc de la Gascarie, 294 m)                                                               | Aveyron (Viaduc de la Gascarie, 294 m)                                                               |
| ehemaliger Haltepunkt / Haltestelle | 492,2                | Paraire                                                                                              | 553 m                                                                                                |
| Strecke mit Straßenbrücke | ~493,7               | N 88                                                                                                 | N 88                                                                                                 |
| Abzweig geradeaus und von links | 495,0                | Bahnstrecke Capdenac–Rodez von Capdenac                                                              | Bahnstrecke Capdenac–Rodez von Capdenac                                                              |
| Brücke über Wasserlauf | 495,1                | N 88 (Viaduc de l’Auterne, 197 m)                                                                    | N 88 (Viaduc de l’Auterne, 197 m)                                                                    |
| Bahnhof | 495,5 624,3          | Rodez                                                                                                | 539 m                                                                                                |
| |                      | Bahnstrecke Sévérac-le-Château–Rodez n. Sévérac                                                      | |

Die Bahnstrecke Castelnaudary–Rodez ist eine französische Eisenbahnstrecke, die auf 184,3 km in Süd-Nord-Richtung die Bahnstrecke Bordeaux–Sète mit der Querverbindung zwischen Cahors und La Bastide–St.-Laurent-les-Bains verbindet.

## Geschichte

### Abschnitt Carmaux–Albi
Initiantin dieser Strecke war die Bergwerksgesellschaft Compagnie minière de Carmaux, die zu der Zeit bereits seit über 100 Jahren bestand und in Carmaux eine lukrative Mine betrieb, deren Absatzwege verbessert werden sollten. Die Konzession wurde der Gesellschaft  Sieurs de Solages père et fils et compagnie, propriétaires de la mine de houille de Carmaux, einer hundertprozentigen Tochter der Minengesellschaft am 4. März 1854 zugesprochen. Sie gehört somit zu den frühen Strecken in Frankreich, die zunächst ausschließlich der Frachtverkehr dienen sollten. Auflage bei der Erteilung der auf 99 Jahre erteilten Konzession war die Inbetriebnahme innerhalb von drei Jahren. Der Abschnitt zwischen Albi und Carmaux wurde entsprechend am 1. Mai 1858 eröffnet, nachdem bereits seit Oktober 1857 Probefahrten stattgefunden hatten. Am 24. Oktober 1864 wurde der Bahnhof von Albi eingeweiht und ein halbes Jahr später, am 16. April 1865 ging die von Süden kommende Bahnstrecke von Castelnaudary in Betrieb. Diese Strecke wurde von der Compagnie des chemins de fer du Midi bewirtschaftet genau wie die 1899 eingeweihte Bahnstrecke Albi–Saint-Juéry, die alle drei in Albi zusammentrafen.
Diese 15 km lange Strecke bis zum Albiner Vorort La Madeleine war für die Kohlemine ausreichend, weil damit am rechten Ufer des Tarn eine Verlademöglichkeit auf Schiffe geschaffen war. Interesse an einer Expansion hatte die Gesellschaft nicht.

### Abschnitt Castelnaudary–Castres
1863 trat die Compagnie des chemins de fer du Midi auf den Plan und vereinbarte am 1. Mai mit dem Ministerium für öffentliche Arbeiten eine Vereinbarung, die eine Konzessionierung für eine Bahnstrecke von Castres nach Albi vorsah. Mit einem Schiedsgerichtsverfahren sollte geprüft werden, ob ein Rückkauf der Strecke zwischen Albi und Carmaux möglich wäre. Das Schiedsgericht sprach sich am 22. Juli des gleichen Jahres für einen Rückkauf der Strecke für einen Betrag von knapp 3,5 Mio. Französische Franc aus. Ein kaiserliches Dekret vom 23. Dezember 1865 bestätigte das Urteil.
Bereits einige Jahre zuvor, am 21. Juni 1846 wurde der Compagnie du chemin de fer de Bordeaux à Cette der Bau und Betrieb zwischen den beiden Städten Bordeaux und Sète bewilligt. Damit verbunden war auch eine „Zweigstrecke, die von Castres auf die Linie von Toulouse nach Cette gerichtet ist und durch oder in der Nähe von Revel verläuft“. Die Baukosten von geschätzt 320.000 FF pro Streckenkilometer konnte die Gesellschaft jedoch nicht aufbringen. Die Konzession erhielt am 1. August 1857 die Compagnie des chemins de fer du Midi. Nicht zuletzt konnte die neue Eigentümerin von Tilgungs- und Zinsgarantien des Staates profitieren, dem es daran gelegen war, wichtige Industriezentren an das Fernstreckenbahnnetz an zu schließen. Auch das Kriegsministerium befürwortete die Streckenführung, weil sie zu einer strategische Verbindung eingestuft wurde.
1861 wurde eine revidierte Streckenführung vorgelegt, nach der der Streckenbeginn auf Castelnaudary statt Avignonet bestimmt wurde. Insgesamt zeichnete sich diese Trasse durch geringere bauliche Maßnahmen aus, das weniger Kosten zur Folge hatte. Bis auf einen drei Kilometer langen Abschnitt wurde dieser Streckenteil 1862 vom Ministerium genehmigt und die Planung dieser 55 km langen Strecke bereits ein Jahr später abgeschlossen.
1863 begannen die Bauarbeiten auf der Trasse, die keine nennenswerten Überraschungen bereit hielten. Größtes Einzelbauwerk war der Tunnel unter dem Canal du Midi gleich hinter dem Bahnhof von Castelnaudary. Das 100 Meter lange Bauwerk wurde in nur sechs Wochen in den Monaten August und September hergestellt.: S. 27 Zahlreiche kleine Ingenieurbauwerke kamen hinzu. Teilweise waren die Stationsgebäude noch nicht fertiggestellt, als die Strecke am 16. April 1865 behördlich abgenommen wurde. Personenzüge benötigten in diesen Anfangsjahren etwa 120 Minuten Fahrtzeit.: S. 28

### Abschnitte Castres–Albi und Carmaux-Rodez
Unmittelbar nach der Genehmigung der Trasse zwischen Castelnaudary und Castres wurde der Lückenschluss bis Albi in Angriff genommen. Die behördliche Genehmigung erfolgte am 11. Juni 1864, mit der gleichzeitig die Gemeinnützigkeit erteilt wurde.
Auch nach Norden hin wurde die Strecke verlängert. Über Carmaux hinaus erfolgte die Planung allerdings erst Ende 1879. Dieser Teil der Strecke mit schwierigerem Geländeprofil, darunter das Viaur-Viadukt, war der aufwändigste und kostenträchtigste mit zahlreichen Tunneln und Viadukten. Dieser Abschnitt Carmaux-Rodez wurde erst 1902 eröffnet. Heute stellt er eine wichtige TER-Verbindung zwischen Toulouse über Albi nach Rodez her.